# 1917 au Québec
Cet article traite des événements survenus en 1917 au Québec. 

## Événements

### Janvier
- 1er janvier : L'abbé Lionel Groulx fonde le mensuel L'Action française qui aura une grande influence sur le Québec dans les années à venir[1].
- 17 janvier : une délégation québécoise ayant à sa tête Jean-Georges Garneau rend visite à l'Ontario afin de répondre à la visite de la délégation ontarienne venue au Québec en octobre. Ces rencontres ont pour but d'améliorer les relations entre les deux provinces[2].
- 29 janvier : le nouveau ministre conservateur fédéral Albert Sévigny est réélu dans le comté de Dorchester[3].

### Février
- 21 février : Lomer Gouin et Wilfrid Laurier se rencontrent afin d'élaborer une stratégie pour contrer la politique de plus en plus conscriptionniste du gouvernement fédéral[4].

### Mars
- 12 mars : la Chambre de commerce de Montréal demande la mise en place d'une conscription[5].
- 19 mars : l'armurerie Ross ferme à Québec. Deux mille cinq cents ouvriers sont mis à pied[6].
- 26 mars - Les Canadiens de Montréal sont éliminés 9-1 lors de la  finale de la Coupe Stanley[7].

### Avril
- 5 avril : dans une lettre à la Chambre des Commerce, le ministre de l'Agriculture, Joseph-Édouard Caron, écrit que l'enrôlement à outrance est la cause d'un manque de main d'œuvre agricole dans les campagnes[8].
- 9 avril : le 22e Bataillon participe à la bataille de la crête de Vimy[9].

### Mai
- 13 mai : 
  - la Bibliothèque de Montréal est inaugurée[10].
  - le général Joffre est reçu avec enthousiasme lors de sa visite à Montréal[11].
- 18 mai : à Ottawa, le premier ministre canadien Robert Borden annonce la future adoption d'un projet de loi sur une conscription graduelle. Les hommes conscrits seront divisés en un certain nombre de classes appelées selon les besoins[12].
- 22 mai : une manifestation de 10 000 personnes a lieu à Québec contre l'instauration de l'enrôlement obligatoire[13].

### Juin
- 1er juin : Robert Borden demande à Wilfrid Laurier de former avec lui un gouvernement d'union nationale[14].
- 11 juin : 
  - la loi Borden sur l'enrôlement obligatoire est déposée à la Chambre des communes. Elle prévoit la mobilisation générale de façon sélective de tous les citoyens âgés de 20  à   45 ans[15].
  - le secrétaire d'État Ésioff-Léon Patenaude démissionne pour protester contre la loi Borden[16].
- 24 juin : d'énormes manifestations ont lieu contre le projet de conscription[17].

### Juillet
- 1er juillet : Plusieurs assemblées anti-conscriptionnistes ont lieu au Québec[18].
- 23 juillet : plusieurs libéraux fédéraux dont l'ancien ministre Clifford Sifton se dissocient de leur chef et acceptent de négocier la création d'un gouvernement d'union nationale avec les conservateurs[19].
- 24 juillet : la loi sur la conscription est votée en troisième lecture[20].
- 29 juillet : le gouvernement fédéral adopte une première loi d'impôt sur le revenu[21].
- 30 juillet : Une énorme inondation de la rivière Chaudière entraîne l'évacuation d'environ 15 000 personnes en Beauce[7].

### Août
- 9 août : une partie de la maison de Hugh Graham, propriétaire du Montreal Star pro-conscriptionniste, explose à Cartierville. L'attentat n'est pas revendiqué[22].
- 27 août : à Ottawa, Arthur Meighen devient le nouveau secrétaire d'État[23].
- 28 août : la loi sur la conscription est sanctionnée et entre automatiquement en vigueur[24].
- 29 août - De violentes manifestations ont lieu à Montréal contre la conscription[7].

### Septembre
- 1er septembre : Élie Lalumière, soupçonné de l'attentat de Cartierville, est arrêté[25].
- 4 septembre : La bibliothèque centrale de Montréal est ouverte au public[26].
- 20 septembre : 
  - la travée centrale du pont de Québec est hissée avec succès[27].
  - la loi Borden-Meighen est sanctionnée. Elle prive de leurs droits d'électeur les sujets des pays ennemis naturalisée depuis 1902. Le droit de vote est accordé aux femmes, aux mères, aux filles et aux sœurs des soldats d'outre-mer[28].
- 30 septembre - La cathédrale de Sherbrooke est inaugurée[7].

### Octobre
- 4 octobre : lors d'un référendum municipal à Québec, la population se prononce pour une politique de prohibition de l'alcool par une majorité de 3 220 voix[29].
- 12 octobre : à Ottawa, le gouvernement d'union nationale est finalement formé. Il comprend 11 conservateurs et 9 libéraux. Wilfrid Laurier et le groupe de libéraux qui lui est resté fidèle restent sur leurs positions[30].
- 30 octobre : en Europe, les troupes canadiennes participent à la bataille de Passchendaele[31].
- 31 octobre : Robert Borden déclenche des élections générales pour le 17 décembre[32].

### Novembre
- 12 novembre : le gouvernement Gouin remporte les élections partielles de Montcalm et Brome[2].
- 26 novembre : la Ligue nationale de hockey est officiellement créée. Les Canadiens de Montréal y sont membres mais pas les Bulldogs de Québec qui préfèrent attendre à cause d'un manque de fonds[33].

### Décembre
- 4 décembre : ouverture de la deuxième session de la 14e législature (en) à Québec. Le gouvernement Gouin se prononce contre la conscription[2].
- 15 décembre : le gouvernement Gouin remporte les élections partielles d'Ottawa, Nicolet, Labelle et Dorchester[2].
- 17 décembre : le gouvernement de coalition de Robert Borden remporte les élections générales avec 153 sièges contre 82 pour les libéraux. Au Québec, le parti libéral de Wilfrid Laurier remporte une victoire écrasante avec 62 candidats élus contre seulement 2 conservateurs dans des circonscriptions anglophones[34].
- 21 décembre : à l'Assemblée législative, le ministre Joseph-Napoléon Francoeur présente cette motion: « Que cette Chambre est d'avis que la province de Québec serait disposée à accepter la rupture du pacte fédératif de 1867 si, dans les autres provinces, on croit qu'elle est un obstacle à l'union, au progrès et au développement du Canada »[2].

## Naissances
- 1 janvier - Oscar Aubuchon (joueur de hockey) († 10 septembre 1970)
- 6 février - Roger Blais (acteur et réalisateur) († 9 novembre 2012)
- 21 avril - Gérard Thibault (producteur et impresario) († 3 août 2003)
- 20 mai - Guy Favreau (homme politique) († 11 juillet 1967)
- 29 mai - Marcel Trudel (historien) († 11 janvier 2011)
- 8 juin - Jacques Labrecque (chanteur) († 18 mars 1995)
- 18 juin - Arthur Tremblay (homme politique) († 27 octobre 1996)
- 7 août - Hazen McAndrew (joueur de hockey) († 27 août 1993)
- 19 août - Julien Hébert (designer industriel) († 24 mai 1994)
- 25 août - Marcel Giguère (acteur) († 16 août 1997)
- 26 août - Roland Jomphe (poète) († 9 août 2003)
- 27 août - Fernand Lachance (restaurateur) († 6 février 2004)
- 7 septembre - Maurice Lamontagne (homme politique) († 12 juin 1983)
- 12 septembre - Pierre Sévigny (soldat et homme politique) († 20 mars 2004)
- 26 septembre - Réal Caouette (homme politique) († 16 décembre 1976)
- 6 octobre - Paul Calvert (joueur de baseball) († 1er février 1999)
- 11 novembre - Raymond Laplante (journaliste, animateur de radio et de télévision) († 14 mars 1988)
- 29 novembre - Nicole Germain (actrice et journaliste) († 11 juin 1994)
- 5 décembre - Ambroise Lafortune (personnalité religieuse) († 8 mai 1997)

## Décès
- 27 février - Joseph Poirier (agriculteur et homme politique) (º 21 décembre 1839)
- 30 mars - Narcisse-Eutrope Dionne (journaliste) (º 18 mai 1848)
- 8 juin - William Owens (º 15 mai 1840)